# Burt Monroe
Burt Leavelle Monroe, Jr. (25 de agosto de 1930 - 14 de mayo de 1994, Louisville, Kentucky)fue un ornitólogo estadounidense, profesor de la Universidad de Louisville y miembro de la Unión Americana de Ornitólogos (AOU) a partir de 1953. Entre sus principales contribuciones a la taxonomía aviar está el trabajo con Charles Sibley que resultó en la denominada clasificación  Sibley-Monroe.

## Biografía
Monroe nació en Louisville de Ethelmae Tuell y Burt Leavelle Monroe, Sr. (1901-1968). Al igual que su padre, él también se interesó por las aves, así como un interés más amplio por la historia natural, y publicó su primera nota sobre los búhos de orejas cortas en 1945. Obtuvo una licenciatura en biología en la Universidad de Louisville y luego se unió a la Marina de los EE. UU. desde 1953 hasta 1959 llegando al rango de teniente y trabajó como instructor de vuelo en Pensacola. Luego se unió a la Universidad Estatal de Luisiana y trabajó en expediciones para recolectar aves en Honduras. Aquí escribió su tesis doctoral sobre las aves de Honduras (1965) bajo la dirección de George Lowery. 
Se casó con su compañera de estudios Rose Sawyer. En 1965 se convirtió en profesor asistente de biología en la Universidad de Louisville y dirigió el departamento desde 1970. Después de ver morir a su padre de un ataque cardíaco durante una auditoría de la AOU, asumió en 1968 el cargo de tesorero. 
Se convirtió en parte del Comité de Lista de Verificación en 1977. En 1983 trabajó con Charles Sibley en la hibridación ADN-ADN para elaborar la clasificación de las aves que resultó en la publicación histórica Distribución y taxonomía de las aves del mundo (1990). Publicó "Una lista mundial de aves" en 1993. Su último libro "Los pájaros de Kentucky" se publicó póstumamente en 1994. Murió de cáncer.